# Acarosporales
De steenschubachtigen (Acarosporales) vormen een orde van Lecanoromycetes uit de subklasse van Lecanoromycetidae. 

## Taxonomie
De taxonomische indeling van de Acarosporales is als volgt:
- Familie: Acarosporaceae
- Familie: Eigleraceae